# Боротьба на літніх Олімпійських іграх 1996
Змагання з боротьби на літніх Олімпійських іграх 1996 року проходили у місті Атланта, США, протягом 19 липня — 2 серпня 1996 року. Змагання проводилися лише серед чоловіків, у двох стильових категоріях: вільна боротьба і греко-римська боротьба. Борці обох стилів були розбиті на 10 вагових категорій.
Українські борці вибороли чотири медалі: В'ячеслав Олійник посів перше місце на змаганнях з греко-римської боротьби у ваговій категорії до 90 кг; Ельбрус Тедеєв та Заза Зазіров посіли треті місця на змаганнях з вільної боротьби у вагових категоріях до 62 кг та до 68 кг відповідно; Андрій Калашников посів третє місце на змаганнях з греко-римської боротьби у ваговій категорії до 52 кг.
На цих іграх вперше виступив Бувайсар Сайтієв — російський рекордсмен, майбутній триразовий олімпійський чемпіон. На цій Олімпіаді він посів перше місце.

## Медалісти

### Вільна боротьба
| Категорія | Золото                       | Срібло                        | Бронза                     |
| --------- | ---------------------------- | ----------------------------- | -------------------------- |
| До 48 кг  | Кім Іль Йон · КНДР           | Армен Мкртчян · Вірменія      | Алексіс Віла · Куба        |
| До 52 кг  | Валентин Йорданов · Болгарія | Намік Абдуллаєв · Азербайджан | Маулен Мамиров · Казахстан |
| До 57 кг  | Кендалл Кросс · США          | Гіві Сісаурі · Канада         | Лі Йон Сам · КНДР          |
| До 62 кг  | Том Брендс · США             | Чан Дже Сон · Південна Корея  | Ельбрус Тедеєв · Україна   |
| До 68 кг  | Вадим Богієв · Росія         | Таунсенд Саундерс · США       | Заза Зазіров · Україна     |
| До 74 кг  | Бувайсар Сайтієв · Росія     | Пак Джан Сун · Південна Корея | Такуя Ота · Японія         |
| До 82 кг  | Хаджимурад Магомедов · Росія | Хон Мо Ян · Південна Корея    | Амір Реза Хадем · Іран     |
| До 90 кг  | Расул Хадем · Іран           | Махарбек Хадарцев · Росія     | Ельдар Куртанідзе · Грузія |
| До 100 кг | Курт Енгл · США              | Аббас Джадіді · Іран          | Арават Сабєєв · Німеччина  |
| До 130 кг | Махмут Демір · Туреччина     | Олексій Медведєв · Білорусь   | Брюс Баумгартнер · США     |

### Греко-римська боротьба
| Категорія | Золото                        | Срібло                      | Бронза                        |
| --------- | ----------------------------- | --------------------------- | ----------------------------- |
| До 48 кг  | Сім Гвон Хо · Південна Корея  | Олександр Павлов · Білорусь | Зафар Гулієв · Росія          |
| До 52 кг  | Армен Назарян · Вірменія      | Брендон Полсон · США        | Андрій Калашников · Україна   |
| До 57 кг  | Юрій Мельниченко · Казахстан  | Денніс Холл · США           | Цзетянь Шен · Китай           |
| До 62 кг  | Влодзімеж Завадський · Польща | Хуан Марен · Куба           | Мехмет Акіф Пирім · Туреччина |
| До 68 кг  | Ришард Вольний · Польща       | Гані Ялуз · Франція         | Олександр Третьяков · Росія   |
| До 74 кг  | Філіберто Аскуй · Куба        | Марко Аселль · Фінляндія    | Юзеф Трач · Польща            |
| До 82 кг  | Гамза Єрлікая · Туреччина     | Томас Цандер · Німеччина    | Валерій Цілент · Білорусь     |
| До 90 кг  | В'ячеслав Олійник · Україна   | Яцек Фафіньський · Польща   | Майк Буллманн · Німеччина     |
| До 100 кг | Анджей Вронський · Польща     | Сергій Лиштван · Білорусь   | Мікаель Юнгберг · Швеція      |
| До 130 кг | Олександр Карелін · Росія     | Метт Гаффарі · США          | Сергій Мурейко · Молдова      |

## Загальний медальний залік
| Місце | Країна         | Золото | Срібло | Бронза | Загалом |
| ----- | -------------- | ------ | ------ | ------ | ------- |
| 1     | Росія          | 4      | 1      | 2      | 7       |
| 2     | США            | 3      | 4      | 1      | 8       |
| 3     | Польща         | 3      | 1      | 1      | 5       |
| 4     | Туреччина      | 2      | 0      | 1      | 3       |
| 5     | Південна Корея | 1      | 3      | 0      | 4       |
| 6     | Іран           | 1      | 1      | 1      | 3       |
| 6     | Куба           | 1      | 1      | 1      | 3       |
| 8     | Вірменія       | 1      | 1      | 0      | 2       |
| 9     | Україна        | 1      | 0      | 3      | 4       |
| 10    | Казахстан      | 1      | 0      | 1      | 2       |
| 10    | КНДР           | 1      | 0      | 1      | 2       |
| 12    | Болгарія       | 1      | 0      | 0      | 1       |
| 13    | Білорусь       | 0      | 3      | 1      | 4       |
| 14    | Німеччина      | 0      | 1      | 2      | 3       |
| 15    | Азербайджан    | 0      | 1      | 0      | 1       |
| 15    | Канада         | 0      | 1      | 0      | 1       |
| 15    | Фінляндія      | 0      | 1      | 0      | 1       |
| 15    | Франція        | 0      | 1      | 0      | 1       |
| 19    | Грузія         | 0      | 0      | 1      | 1       |
| 19    | Китай          | 0      | 0      | 1      | 1       |
| 19    | Молдова        | 0      | 0      | 1      | 1       |
| 19    | Швеція         | 0      | 0      | 1      | 1       |
| 19    | Японія         | 0      | 0      | 1      | 1       |